# Liste der Naturdenkmale in Krefeld
Die Liste der Naturdenkmale in Krefeld enthält die Naturdenkmale auf dem Gebiet der Stadt Krefeld in Nordrhein-Westfalen. Sie sind in den Landschaftsplan der Stadt Krefeld mit dem Stand vom 22. Mai 2014 eingetragen. Grundlage für die Aufnahme war § 22 des Landschaftsgesetzes (LG NW), das 2017 durch das Landesnaturschutzgesetz Nordrhein-Westfalen (LNatSchG NRW) abgelöst wurde.